# Selbé et tant d'autres
Pour plus de détails, voir Fiche technique et Distribution.
Selbé et tant d'autres (en anglais Selbé: One Among Many) est un court métrage documentaire sénégalais réalisé par Safi Faye et produit par Pierre Hoffmann pour Faye Films en 1982,,,.

## Synopsis
Le mari de Selbé est parti en ville pour travailler, laissant à Selbé la charge de sa grande famille et des travaux agricoles en saison sèche. Ses consœurs, également accablées par des responsabilités écrasantes, doivent subvenir aux besoins de leurs familles tout en accomplissant les tâches domestiques et agricoles. Elles discutent de leurs droits, devoirs et relations avec les hommes. Le film, à travers des plans rapprochés des femmes en activité constante, illustre la dureté de leurs vies marquées par la survie quotidienne. Tourné au Sénégal, Selbé met en lumière le rôle économique et social crucial des femmes en Afrique de l'Ouest.

## Distribution
- Titre : Selbé et tant d'autres
- réalisation : Safi Faye
- scénario : Safi Faye
- son : Magib Fofana
- acteur :
- producteur : Pierre Hoffmann pour Faye Films
- pays : Sénégal
- genre : documentaire
- durée : 30 minutes
- année de sortie : 1982
- montage : Andrée Davanture
- Coproduction : Faust Film

## Réception
Il a été accueilli favorablement par la critique et a remporté plusieurs prix dans des festivals de cinéma internationaux.

## Récompense
Le film a été présenté au Festival du film africain de New York en 2018,. En 2023, il a reçu une récompense au Festival international du film de Melbourne et a été sélectionné pour le Festival des 3 Continents,.